# Valdeganga
Valdeganga és un municipi situat a la província d'Albacete, situat al nord-est de la província d'Albacete en la comarca de la Manchuela del Xúquer. Es troba a 23 km de la capital de la província (Albacete), a la vora del riu Xúquer en el seu marge dret a 80 m del nivell de les seves aigües. Es troba també prop del canal de María Cristina i a 29 km de Casas-Ibáñez, al partit del qual judicial pertany.